# Carolina da Áustria-Toscana
Carolina da Áustria-Toscana (em alemão: Karoline Maria Immakulata Josepha Ferdinanda Therese Leopoldine Antoinette Franziska Isabella Luise Januaria Christine Benedikta Laurencia Justiniana von Habsburg-Toskana; Altmünster, 5 de setembro de 1869 – Budapeste, 12 de maio de 1945), foi uma Arquiduquesa da Áustria, Princesa da Hungria, Boemia e Toscana, a quarta filha, segunda menina do Arquiduque Carlos Salvador da Áustria-Toscana, e de sua esposa, a princesa Maria Imaculada das Duas Sicílias. Através de seu casamento com o príncipe Augusto Leopoldo, Carolina foi membro do Ramo de Saxe-Coburgo e Bragança da Família Imperial Brasileira.
De 1893 a 1894, ela ocupou o cargo de Princesa-Abadessa do Convento Santa Teresia de Moças Nobres do Castelo de Praga.

## Biografia

### Família
Carolina nasceu no dia 5 de setembro de 1869 em Altmünster, sendo a quarta filha do arquiduque Carlos Salvador da Áustria-Toscana e de sua esposa, a princesa Maria Imaculada das Duas Sicílias. Carolina nasceu no antigo Império Austro-Húngaro durante o exílio da família real da Toscana (deposta em 1860). Por via paterna a arquiduquesa era neta do Grão-Duque Leopoldo II da Toscana e de sua segunda esposa, a princesa Maria Antônia das Duas Sicílias, enquanto seus avós maternos foram o rei Fernando II das Duas Sicílias e sua esposa, a arquiduquesa Maria Teresa de Áustria-Teschen.
Ela tinha uma irmã mais velha, Maria Teresa, e irmãos, Leopoldo Salvador e Francisco Salvador. Posteriormente, a família foi reabastecida com seis filhos mais novos, três dos quais chegaram à idade adulta.
A família, além de outros bens imóveis, desde 1870 possuía uma villa em Stary Boleslav na Boêmia.
Sua mãe era conhecida por sua beleza, sua foto foi incluída no "Álbum de Beleza" da Imperatriz Isabel (a famosa Sissi). No entanto, ela zombeteiramente chamava a família do arquiduque de "pescadores de pérolas" porque o imperador Francisco José presenteava Maria Imaculada com colares de pérolas após o nascimento de cada filho. 
Seu pai foi veterano de várias guerras, mas devido ao reumatismo ele deixou o serviço real e se dedicou à invenção de armas, muitas vezes foi à caça. Ele morreu em janeiro de 1892 de gripe. Carolina Maria, seu irmão mais novo Alberto Salvador e a irmã Maria Imaculada permaneceram com sua mãe, que nunca se casou novamente. Os irmãos e irmãs mais velhos já começaram suas próprias famílias.

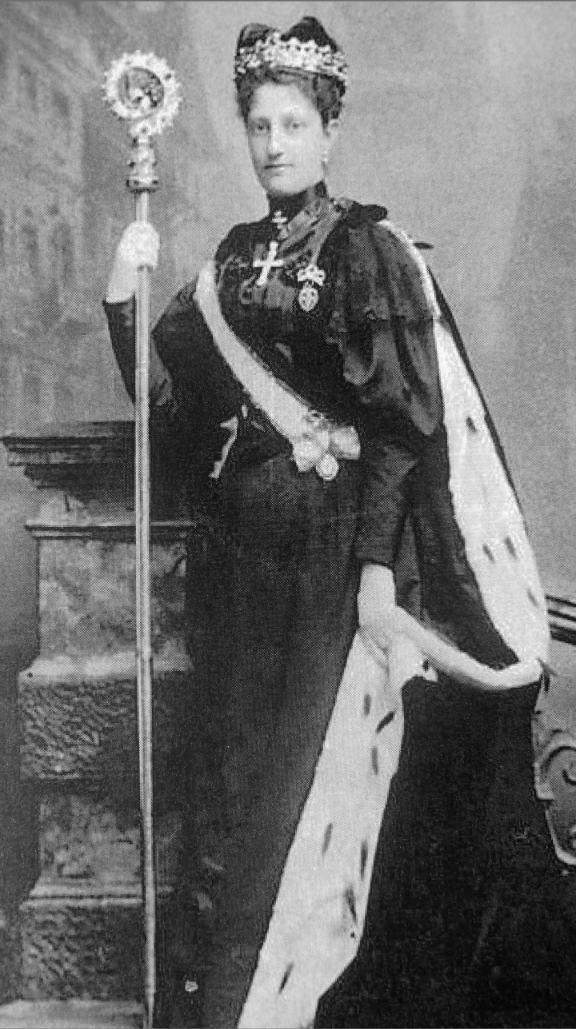

De 1893 a 1894, Carolina ocupou o cargo de princesa abadessa do Convento Santa Teresia de Nobres no Castelo de Praga.

## Casamento e Descendência

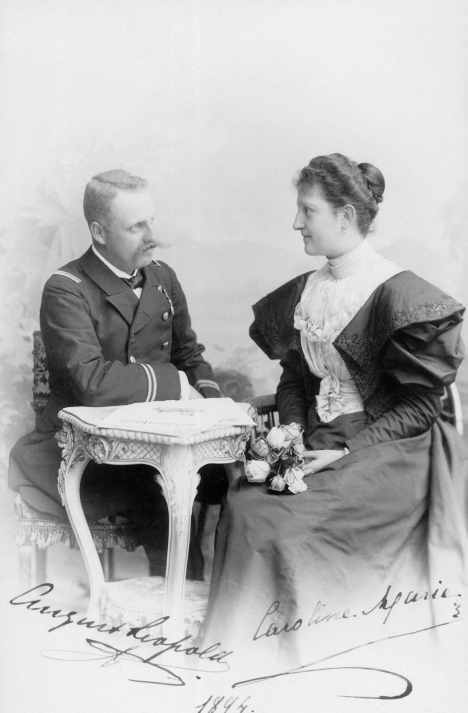
A arquiduquesa Carolina e seu esposo Dom Augusto Leopoldo.

Aos 24 anos Carolina casou-se em Viena, em 30 de maio de 1894, com o príncipe Augusto Leopoldo de Saxe-Coburgo e Bragança, de 26 anos, estava na linha de sucessão ao trono brasileiro e levava o título de Príncipe do Brasil, filho do príncipe Luís Augusto de Saxe-Coburgo-Gota (irmão de Fernando I da Bulgária e representante da segunda geração do ramo católico de Saxe-Coburgo-Koháry da Casa de Saxe-Coburgo-Gota) e da princesa Leopoldina do Brasil (filha do imperador Pedro II do Brasil). A cerimônia foi oficiada por Anton Josef Gruscha, cardeal-arcebispo de Viena, e contou com a presença do imperador Francisco José da Áustria, da imperatriz Isabel (a famosa Sissi) e de outros príncipes e soberanos. Foram padrinhos do casal o rei Francisco II das Duas Sicílias e o Grão-Duque Fernando IV da Toscana. O casal teve oito filhos:

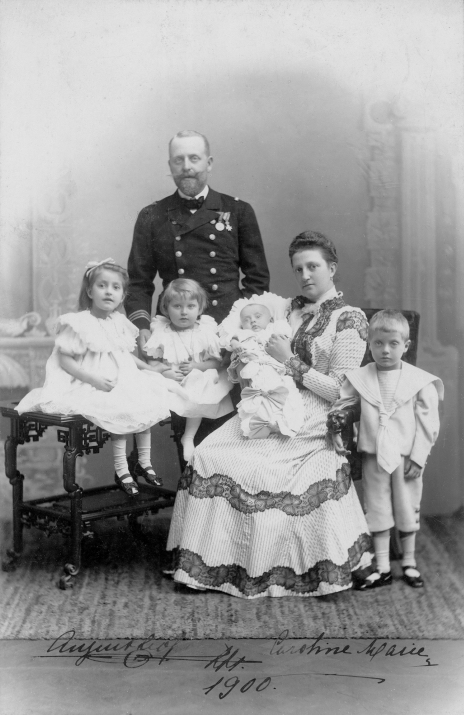
a Arquiduquesa Carolina, seu esposo Dom Augusto e seus filhos.

- Augusto Clemente Carlos José Maria Miguel Gabriel Rafael Gonzaga de Saxe-Coburgo e Bragança (Pola, 27 de outubro de 1895 – Gerasdorf, 22 de setembro de 1909), morreu na infância.[6]
- Clementina Maria Teresa Josefa Leopoldina Vitória Rafaela Micaela Gabriela Gonzaga de Saxe-Coburgo e Bragança (Pola, 23 de março de 1897 – Lausanne, 7 de janeiro de 1975), casou-se em 17 de novembro de 1925 com Eduardo von Heller.[7]
- Maria Carolina Filomena Ignacia Paulina Josefa Micaela Gabriela Rafaela Gonzaga de Saxe-Coburgo e Bragança (Pola, 10 de janeiro de 1899 – Hartheim bei Linz, 6 de junho de 1941), vivia em uma clínica psiquiátrica em Schladming, de onde foi levada para o campo de concentração no Castelo de Hartheim, na Áustria. A princesa e os demais pacientes foram executados em câmaras de gás, vítimas do Aktion T4, programa de eugenia e eutanásia obrigatória da Alemanha nazista.[8][9][10]
- Rainer Maria José Floriano Ignacio Miguel Gabriel Rafael Gonzaga de Saxe-Coburgo e Bragança (Pola, 4 de maio de 1900 – Budapeste, 7 de janeiro de 1945), casou-se com Joana Karolyi de Karolyi-Patt (1°) e com Edite de Kozol (2°), com descendência. Supostamente morto em combate em Budapeste, durante a Segunda Guerra Mundial.[11]
- Filipe Josías Maria José Ignacio Miguel Gabriel Rafael Gonzaga de Saxe-Coburgo e Bragança (Walterskirchen, 18 de agosto de 1901 – Viena, 18 de outubro de 1985), casou-se morganaticamente em 23 de abril de 1944 com Sarah Aurelia Halász, seu único filho e quatro netos foram excluídos da sucessão do Casa de Saxe-Coburgo-Koháry.[12]
- Teresa Cristina Maria Josefa Ignacia Benicia Micaela Gabriela Rafaela Gonzaga de Saxe-Coburgo e Bragança (Walterskirchen, 23 de agosto de 1902 – Villach, 24 de janeiro de 1990), manteve a nacionalidade brasileira e chefiou (após a morte de seu tio, Pedro Augusto) o Ramo de Saxe-Coburgo e Bragança. Casou-se com Lamoral Taxis, Freiherr de Bordogna e Valnigra, com descendência.[13]
- Leopoldina Blanca Maria Josefa Ignacia Pancracia Micaela Gabriela Rafaela Gonzaga de Saxe-Coburgo e Bragança (Gerasdorf, 13 de maio de 1905 – Hungria, 24 de dezembro de 1978), não se casou.[14]
- Ernesto Francisco Maria José Ignacio Tadeo Félix Miguel Gabriel Rafael Gonzaga de Saxe-Coburgo e Bragança (Gerasdorf, 25 de fevereiro de 1907 – Gröbming, 9 de junho de 1978), casou-se morganaticamente em 4 de setembro de 1939 com Irmgard Roll. Sem descendência, sendo excluído da lista de sucessão da Casa de Saxe-Coburgo-Koháry.[15]

Em 1902, a família comprou o Castelo Gerasdorf perto de Viena, Augusto Leopoldo o arranjou no estilo brasileiro. Em 1916, ele também herdou a propriedade Koháry.
Após a queda da monarquia, a família mudou-se para Castelo Schladming a Estíria. O marido de Carolina morreu em outubro de 1922. Após sua morte, a arquiduquesa mudou-se para Budapeste.

## Morte

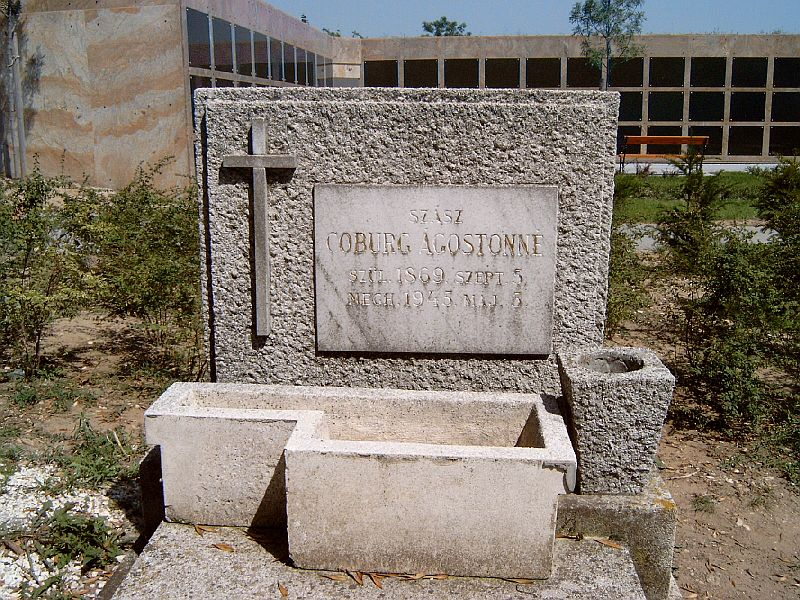
Túmulo da princesa, em Budapeste.

Assim como os demais membros da família Habsburgo que permaneceram residindo em territórios do extinto Império Austro-Húngaro, a princesa havia renunciado aos títulos de arquiduquesa da Áustria e princesa da Hungria para viver em Budapeste. Foi nessa cidade que Carolina faleceu, aos setenta e cinco anos de idade, em 12 de maio de 1945. Ela foi enterrada em uma cova temporária. Em 1967, ela foi enterrada novamente no Cemitério Farkashreti.

## Títulos e Estilos
- 5 de setembro de 1869 – 30 de maio de 1894: Sua Alteza Imperial e Real, a Arquiduquesa Carolina da Áustria, Princesa da Hungria, Boêmia e Toscana
- 30 de maio de 1894 – 11 de outubro de 1922: Sua Alteza Imperial e Real, a Princesa Carolina do Brasil, Arquiduquesa da Áustria, Princesa de Saxe-Goburgo-Gota, Hungria, Boêmia, Toscana e Koháry, Duquesa da Saxônia